# Вязынка (платформа)
«Вязынка» (бел. Вязынка) — остановочный пункт электропоездов в Молодечненском районе. Расположена между станцией Радошковичи и остановочныи пунктом Пралески.
Остановочный пункт расположен рядом с одноимённым посёлком. Около станции находится дом-музей, где родился писатель Янка Купала.

## В пути
Время в пути со всеми остановками около 52 минут.